# 浜松市立中央図書館
浜松市立中央図書館（はままつしりつちゅうおうとしょかん）は、静岡県浜松市中央区松城町にある公共図書館である。24館からなる浜松市立図書館の中央館である。
浜松市には1912年（明治45年）開館の私立浜松図書館があった。1920年（大正9年）に五社公園に浜松市立図書館が開館したが、太平洋戦争末期の浜松空襲で焼失した。戦後の1950年（昭和25年）には松城町に木造の浜松市立図書館が開館し、1974年（昭和49年）に浜松市立中央図書館に改称した。1981年（昭和56年）には同一場所に鉄筋コンクリート造の現行館が開館した。

## 歴史

### 前史

#### 私立浜松図書館
1901年（明治34年）には敷知郡浜松町に浜松青年書籍館が設立され、1902年（明治35年）には浜松女子尋常高等小学校（後の浜松市立元城小学校）内に浜松青年同志会が運営する浜松青年同志会附属浜松図書館が設立された。この図書館の蔵書数は少なく、また単独施設ではなかったため、満足な活動ができなかった。
1911年（明治44年）には浜松町が市制施行して浜松市となった。浜松青年同志会は会の創立10周年と市制施行1周年を記念して、1912年（明治45年）7月1日に浜松青年同志会附属私立浜松図書館を設立した。私立浜松図書館は浜松女子尋常高等小学校の校庭の北西角にあり、開館時の蔵書数は2,585冊、浜松市立図書館が開館するまでは浜松唯一の図書館だった。私立図書館ということもあって蔵書数は伸び悩み、また開館日も日曜日のみとなったため、浜松市民からはより大規模な図書館の建設を求める声が上がった。

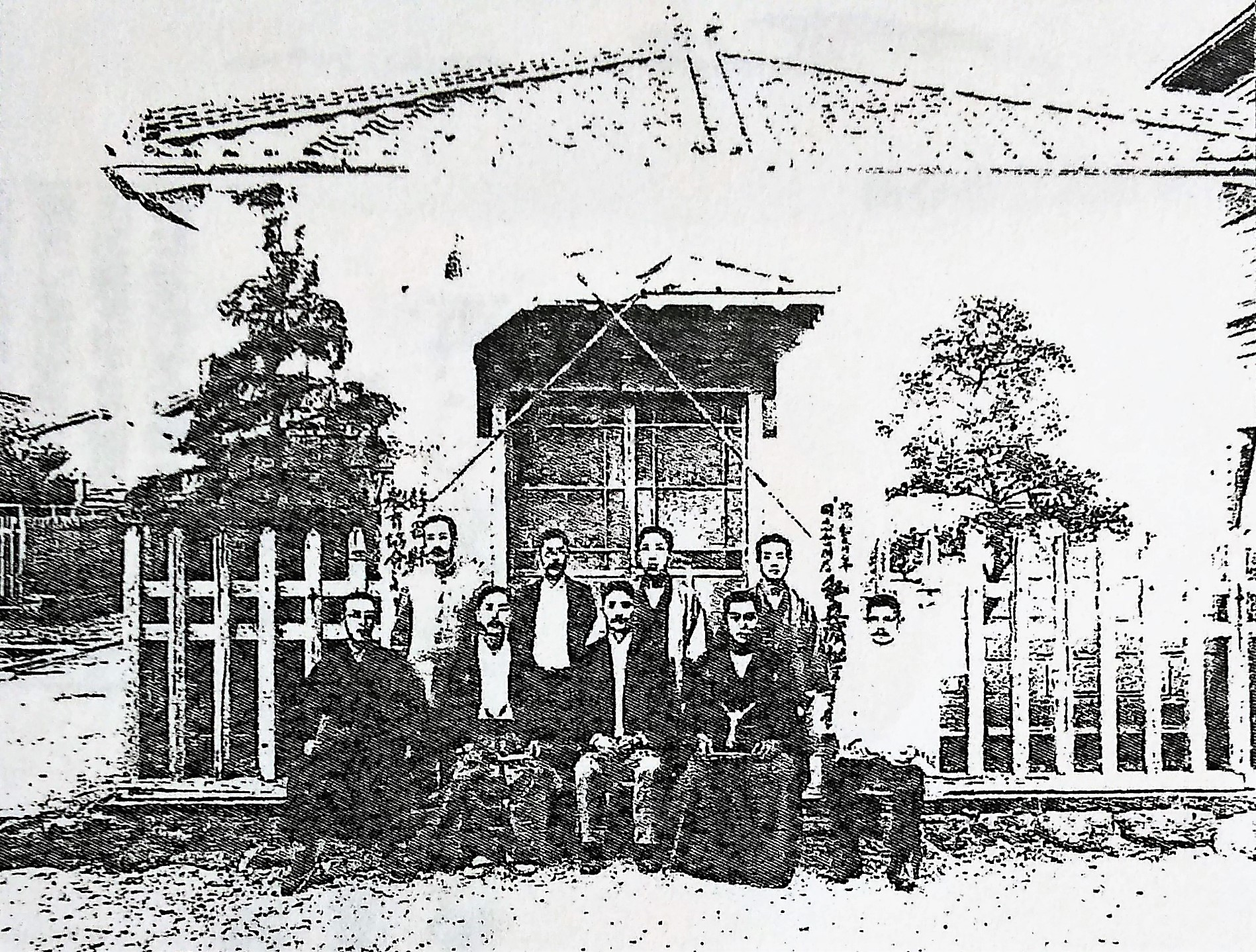
私立浜松図書館の外観
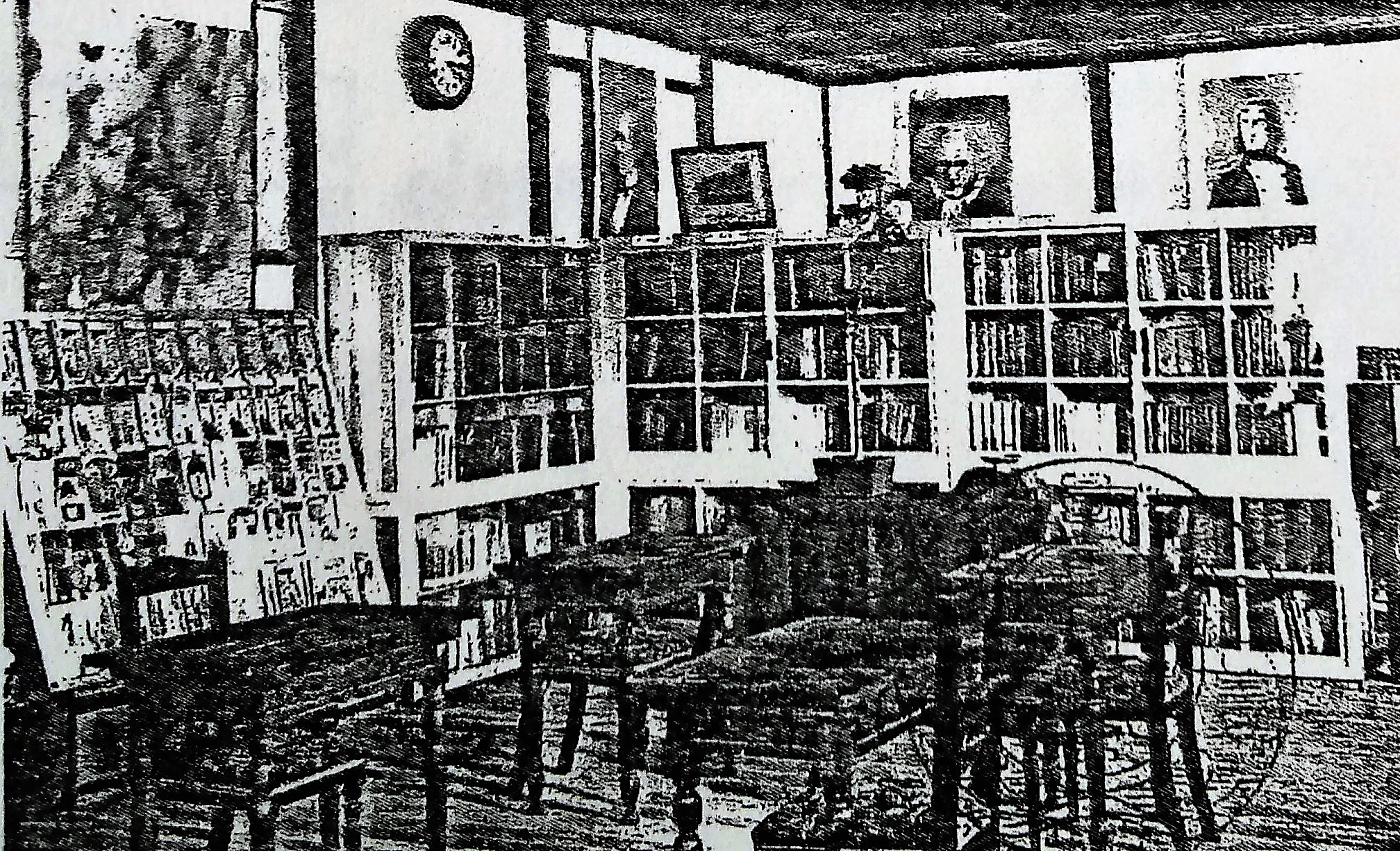
私立浜松図書館の館内

### 五社公園時代(1920-1945)

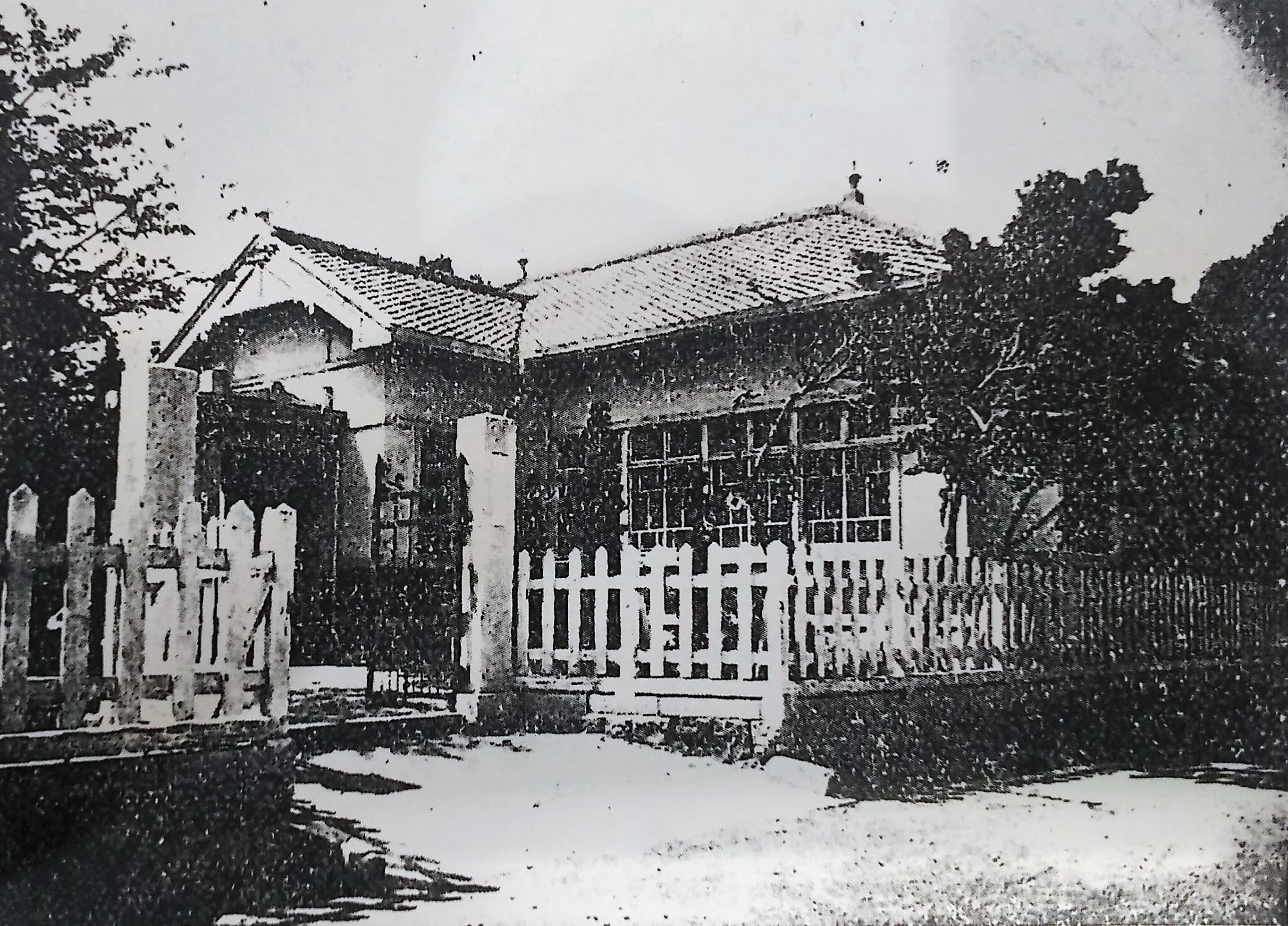
五社公園時代の建物

大正天皇御即位記念事業のひとつとして、浜松市は1916年（大正5年）から篤志家の寄付を募り、市費を合わせて1920年（大正9年）6月に組織としての浜松市立図書館を創立した。私立浜松図書館の蔵書約1,000冊を基にして、1920年（大正9年）7月1日の市制施行記念日に五社公園内に浜松市立図書館が開館した。所在地である紺屋町97はかつて浜松医学校があった場所であり、戦後には逓信診療所が、後にNTT浜松健康管理所が建った。1925年時点で4,735冊だった蔵書の約半分は市民からの寄贈によるものだった。静岡県では田方郡伊東町（伊東町立図書館）、田方郡熱海町（町立熱海図書館）、君沢郡三島町（三島町立図書館）、益津郡焼津町（焼津町立図書館）に次いで設立された公立図書館とされる。
現在の浜松市域では、1923年（大正12年）には浜名郡豊西村（後の笠井町、現浜松市）に豊西村立図書館が開館し、1924年（大正13年）には浜名郡白脇村（現浜松市）に白脇村立図書館が開館している。特に豊西村立図書館は松島十湖の指導によって設立された本格的な図書館であり、戦後には町立笠井図書館となって1962年（昭和37年）まで続いている。その他にもいくつかの村で尋常高等小学校内に図書館が設けられた。戦前の浜松市立図書館の蔵書数は約35,000冊だったが、1945年（昭和20年）6月18日の浜松空襲では建物も蔵書も焼失した。

### 戦後の図書館建設

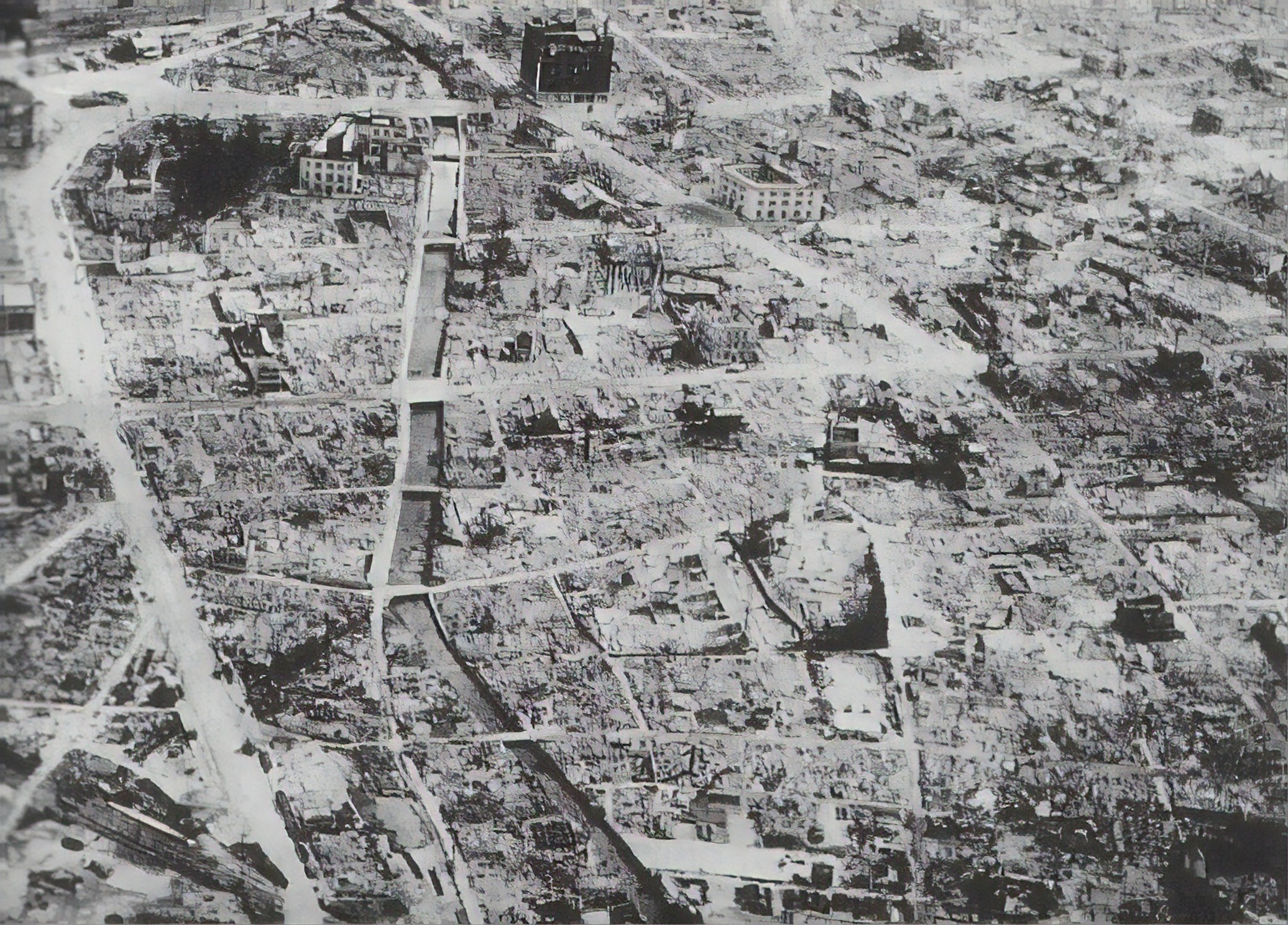
浜松空襲後の中心市街地

軍都であった浜松市は1944年（昭和19年）に18万7433人の人口を有していたが、浜松空襲後には相次ぐ疎開などで8万1437人にまで激減した。しかし1946年には旧海軍経理学校の蔵書約300冊を譲り受け、浜松市役所教育課内に図書館を仮設して図書館活動を再開した。この際には教育課長が図書館長を代行している。1946年4月1日時点の蔵書数はわずか342冊だった。戦後には連合国軍最高司令官総司令部(GHQ)から戦争関連図書の没収命令を受けて、浜松市立図書館は『日本精神史稿』（河合弘道・島方泰助共著、昭森社、1943年）と『皇道哲学』（佐藤通次著、朝倉書店、1943年）の2冊を西遠地方事務所に提出している。1948年の蔵書数は2,135冊であり、貸出は部内者のみだった。
1947年（昭和22年）に浜松市長に就任した坂田啓造の在任時には、市営住宅、小中学校14校、浜松市営球場（1948年）、浜松市営プール（1950年）、浜松市立図書館（1950年）などが建設され、1950年（昭和25年）には浜松こども博覧会が開催されている。1948年から図書館再建に向けた動きがみられ、1949年度予算で図書館の建設が決定した。1950年4月からは浜松ユネスコ協力会が中心となって献本活動が行われ、3,381冊の図書、1,068冊の雑誌、196,876円の現金が集まった。谷口吉郎に師事した栗原勝（当時は浜松市役所建築課職員であり後の浜松市長）が建物の設計を手掛け、小出組が施行を担当して、かつて明石邸別荘があった浜松城の出丸跡（松城町16番地）に建設された。設計時にはまだ図書館法が成立していなかったため、戦災で焼失を免れた図書館を視察したり、市内の文化人の意見を聴いたりして設計を行っている。図書館からは浜松市街地が見下ろせ、富士山や遠州灘を眺めることもできた。

### 松城町旧館(1950-1981)
1950年（昭和25年）11月15日に浜松市立図書館の落成式が行われ、11月20日に開館した。敷地面積は5,493m2であり、延床面積は1,457m2である。総工費は900万円だった。新聞は「東海一の図書館」などと報じ、雑誌『新建築』は単なる図書館ではなく文化センターとして建設されたことを称賛している。戦後に開館した図書館としては、全国的にみてもっとも早い時期の開館だった。児童書はすべて開架であり、一般書は部分開架となる予定だったが、整理が間に合わなかったため書庫が開放された。
初代館長には浜松市立高等学校の校長を務めていた坂本幸次郎が就任した。1951年1月23日には分類目録の作成が完了して、蔵書の管理方式を出納式に移行させたが、開館当初は蔵書の盗難も多かった。開館当初の蔵書数は8,939冊、1951年度末の蔵書数は11,425冊だったが、1958年度末には35,640冊、1964年度末には66,147冊にまで増加した。
開館直後の12月からは月1・2回の頻度でレコードコンサートが開催され、その他には映画会、講演会、展覧会などの文化的な催しが数多く開催された。昭和30年代には映画が大衆娯楽の頂点に君臨しており、浜松市立図書館では静岡県視聴覚ライブラリーや日米文化センターから借りた文化映画などを上映した。児童閲覧室では紙芝居・人形劇・幻灯・おはなし会などを開催した。当時は市内に美術館や博物館がなかったため、美術展・華道展・書き初め展・写真展・志戸呂焼展などの催しも図書館で開催された。やがて浜松市公会堂や松菱が美術展の会場の役割を引き継ぎ、1958年に開館した浜松郷土博物館が博物施設の役割を引き継いだ。1961年には浜松市民会館、1962年には浜松市児童会館、1963年には浜松市体育館が完成しており、これらの諸施設と重複するような事業は取りやめて図書館本来の役割に専念するようになった。

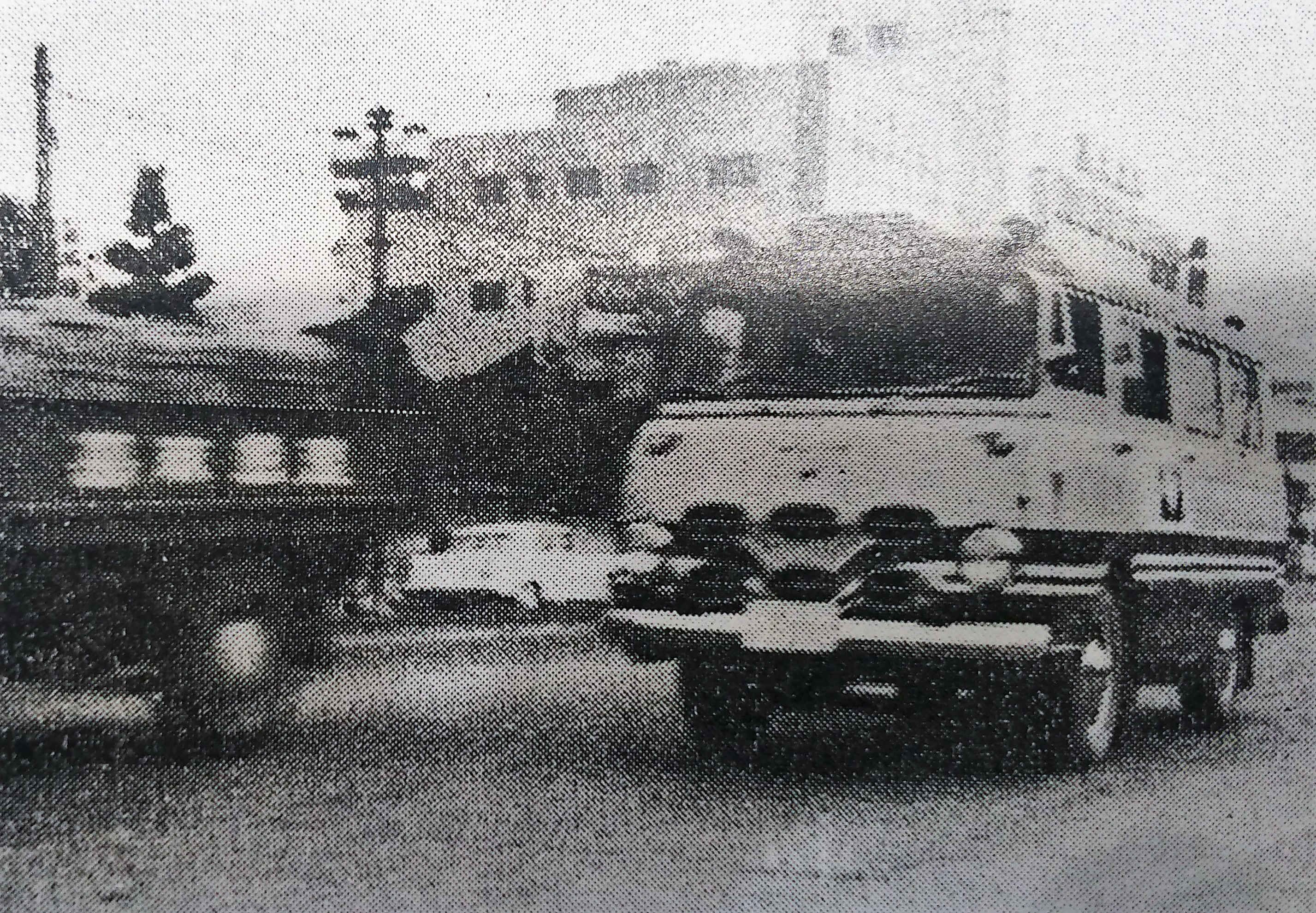
移動図書館サービス

浜松市は1951年（昭和26年）3月に浜名郡五島村・河輪村・新津村の3村を合併して市域を広げたことで、同年7月16日には初めて巡回文庫サービスを実施し、一団体あたり50冊の本を貸出した。1954年（昭和29年）から1957年（昭和32年）の期間には11町村を合併し、市域がそれまでの2.6倍となったため、1957年（昭和32年）6月には移動図書館（自動車文庫）を設置して遠隔地への図書館サービスを開始した。1957年末には静岡県から中古の移動図書館車を譲り受けているが、1959年（昭和34年）には新車を購入した。この際に合併した笠井町の町立笠井図書館は浜松市立図書館笠井分館に改称している。自動車文庫は各地に設置した配本所に本を届けたほか、映画会や読書会などの活動もおこなった。1956年（昭和31年）7月6日には市内在住の社会人に対して、小説・随筆に限って館外貸出を開始した。1961年6月16日には館外貸出図書を全部門に拡大し、1962年11月1日からは小学生以下の児童と母親に対して、1964年4月1日からは中・高・大学生にも貸出を認めた。
笠井地区にも自動車文庫のステーションが設置されたことで、1962年（昭和37年）9月30日には唯一の分館だった笠井分館が廃止された。1963年4月には産業資料室が設けられ、社史・社報・技報・便覧類の収集保管に努めた。1950年の開館後には改修なども行われたが、手狭だったことから昭和40年代半ばには新図書館の建設が望まれるようになった。1975年（昭和50年）に策定された第二次浜松市総合計画基本計画には、中央図書館の建設、地区図書館の建設、自動車文庫の充足などが盛り込まれた。
1974年（昭和49年）4月には初の地区図書館として浅田町に浜松市立南図書館が開館し、これにともなって浜松市立図書館は浜松市立中央図書館に改称した。1978年（昭和53年）4月には文丘町に浜松市立城北図書館が、1979年（昭和54年）4月には西伊場町に浜松市立西図書館が、1980年（昭和55年）4月には積志町に浜松市立積志図書館が、1982年（昭和57年）4月には子安町に浜松市立東図書館が、1983年（昭和58年）4月には葵東1丁目に浜松市立北図書館が、1984年（昭和59年）4月には下江町に浜松市立南陽図書館が開館している。

### 松城町現行館(1981-)

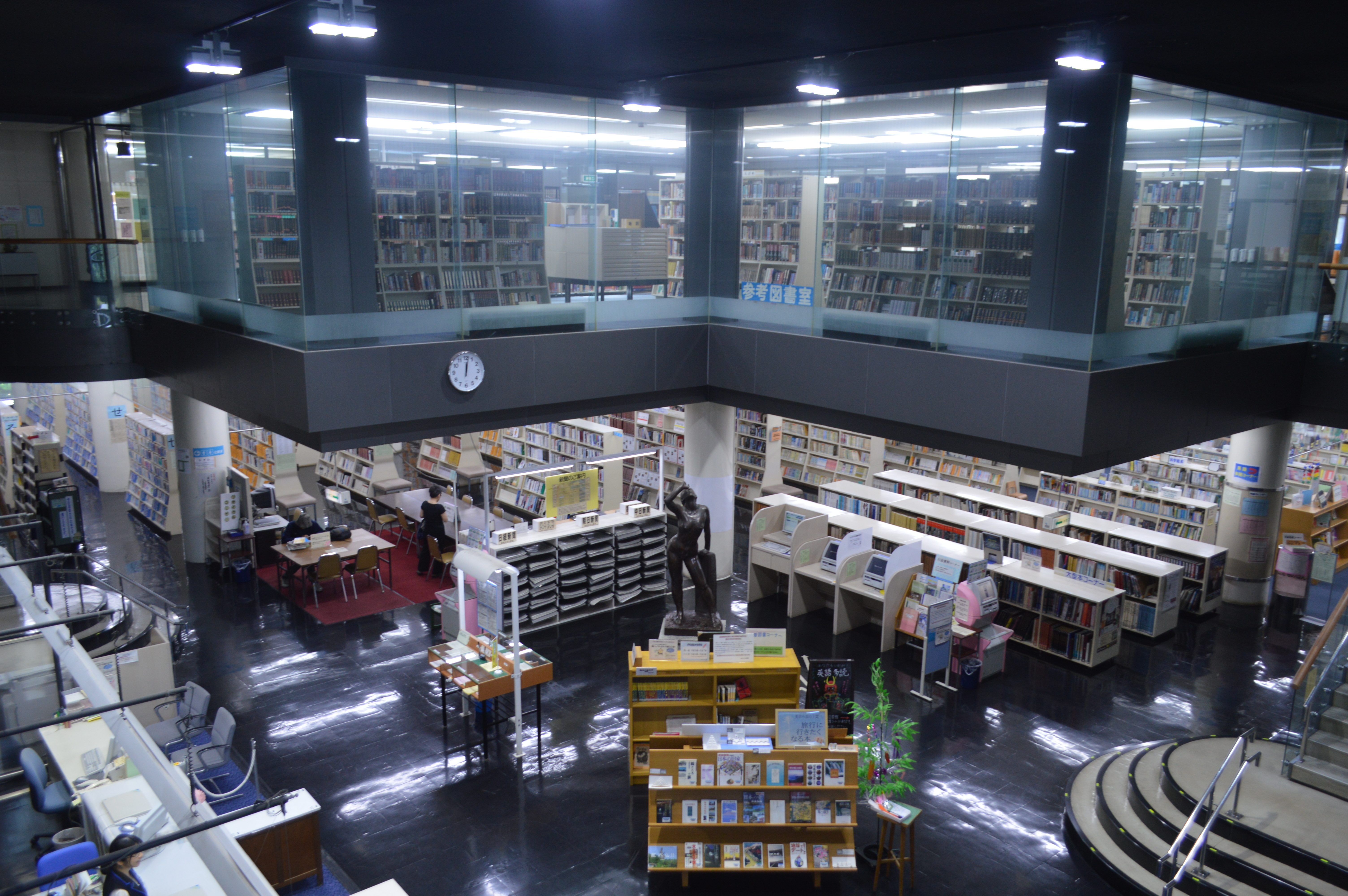
館内中央部

1979年（昭和54年）5月24日には浜松市立中央図書館の新館が起工された。浜松市制施行70周年の当日にあたる1981年（昭和56年）4月13日に落成式が行われ、4月14日に開館した。蔵書収容能力は65万冊であり、冷暖房設備やコンピュータ設備も有する最新式の図書館だった。総工費は約14億円。コンピュータ設備では貸出・返却・予約・資料検索などを行なうことができ、全国の図書館関係者が見学に訪れている。1989年（平成元年）には全館がオンラインで結ばれ、利用者用検索端末(OPAC)が設置された。2001年（平成13年）には蔵書の予約が可能となった。

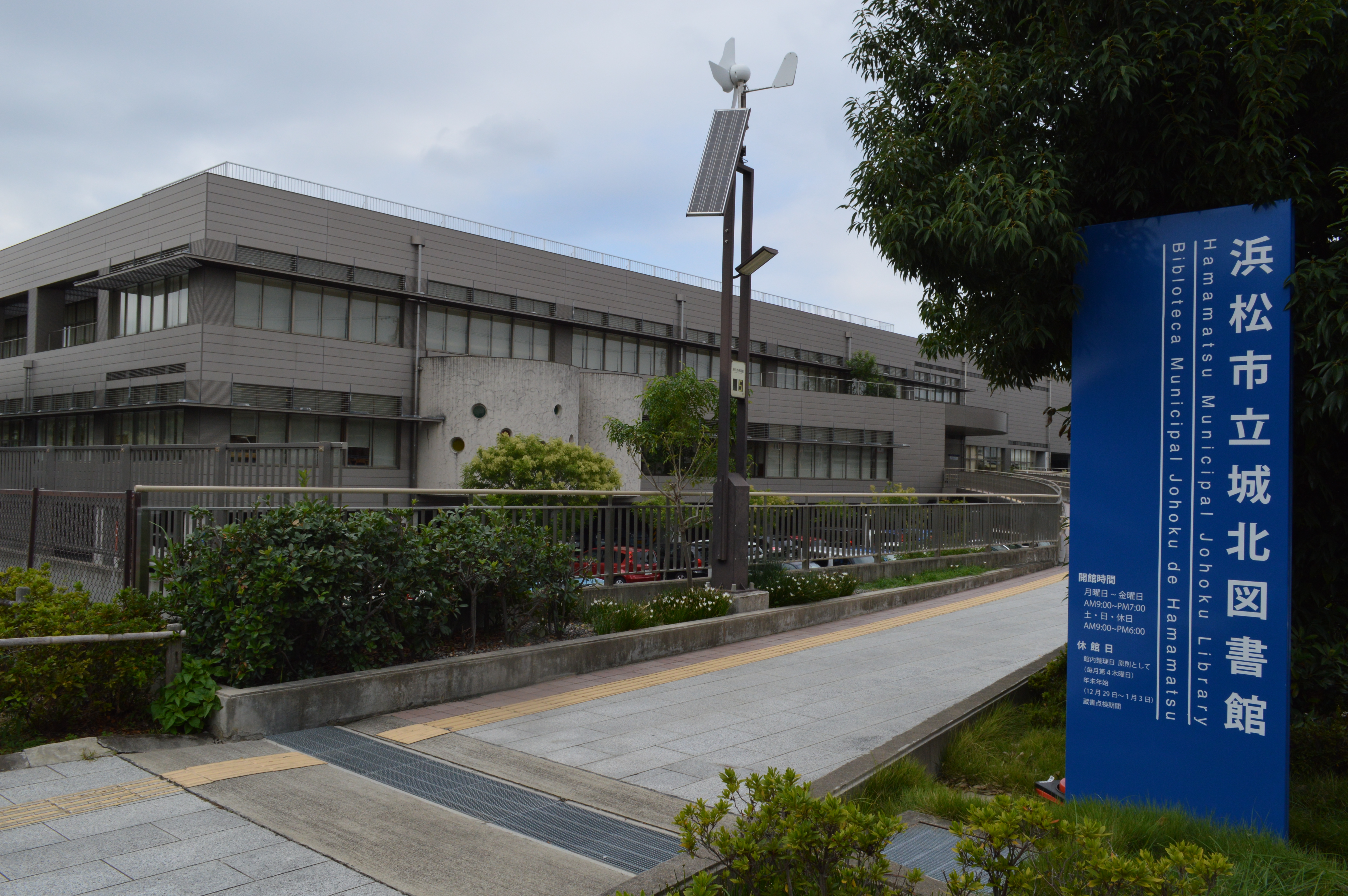
「第二の中央館」として整備された城北図書館

1997年（平成9年）4月には小沢渡町に浜松市立可新図書館が、2004年（平成16年）7月には大人見町に浜松市立はまゆう図書館が開館し、その間の2002年（平成14年）4月には中央図書館駅前分室が開室している。2005年（平成17年）7月1日には浜松市周辺の2市8町1村が浜松市に編入合併されている。
2006年（平成18年）10月には浜松市立城北図書館が「第二の中央館」として移転開館した。城北図書館の6,530m2という延床面積は中央図書館を上回り、浜松市立図書館の中で最大である。中央図書館の閉架書庫にあった資料のうち、郷土資料などを除く図書、クリエート浜松に収蔵されていたビデオ・CD・DVDが城北図書館に移管されたほか、移動図書館の拠点も城北図書館に集約された。
合併後しばらくは、各自治体が使用していた9種類の図書館システムが並立していたが、城北図書館の移転開館を機に、全21館分室の市立図書館すべてを統合するネットワーク化が行われた。これに合わせて浜松市立図書館の全蔵書約200万冊にICタグが貼られたが、43万冊の高岡市立図書館を上回って日本最多のICタグ貼付数であった。なお、国外の大規模図書館とICタグ貼付数を比較しても、アメリカ合衆国のシアトル公共図書館（約220万冊）や中国の深圳図書館（約180万冊）にも見劣りしない規模とされる。城北図書館は開館当初から窓口業務を外部委託していたが、2007年には中央図書館も窓口業務が外部委託された。
2021年5月24日から大規模改修工事のため閉館したが、2022年8月6日にリニューアルオープンした｡

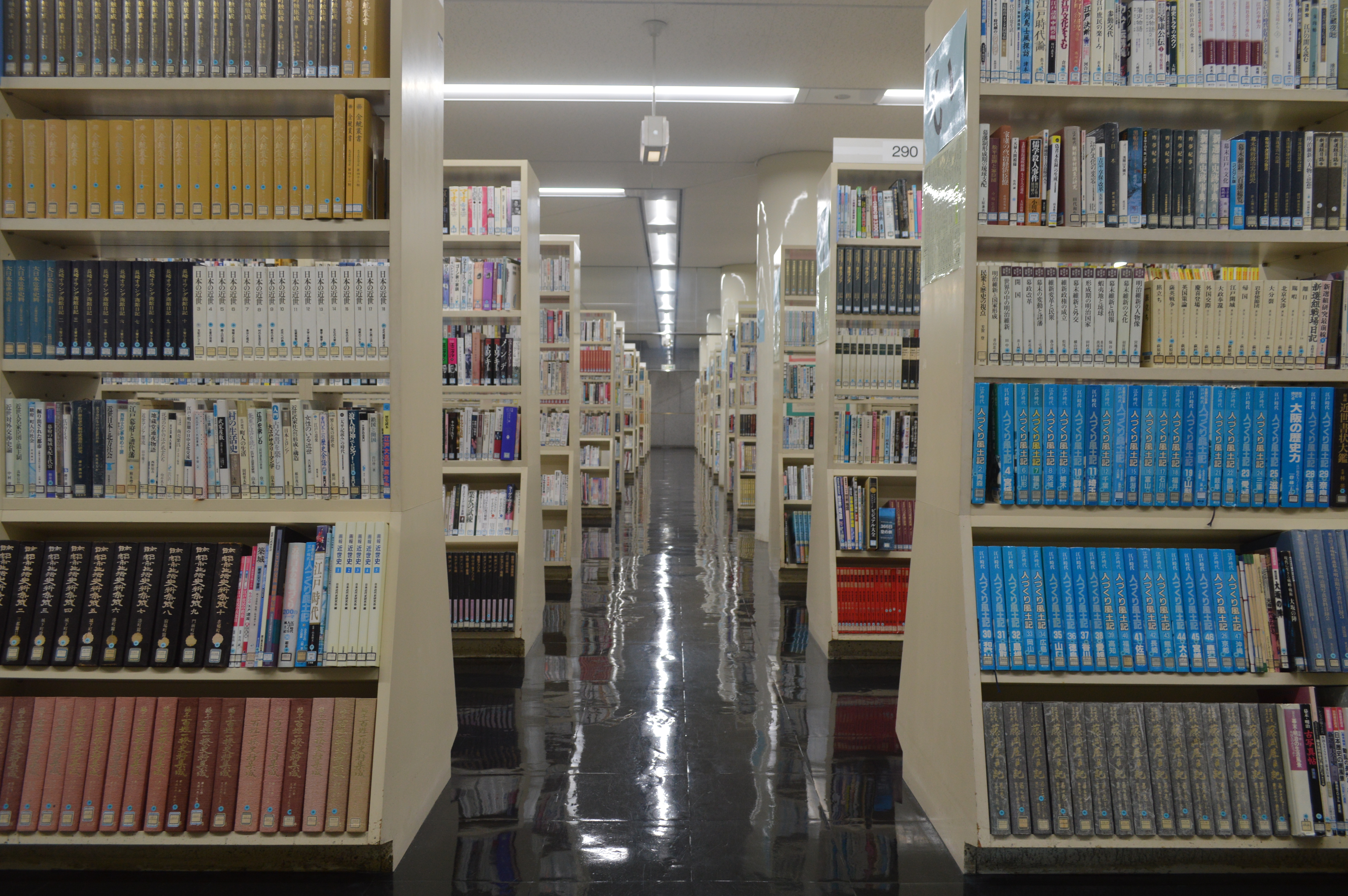
1階の一般書の書架
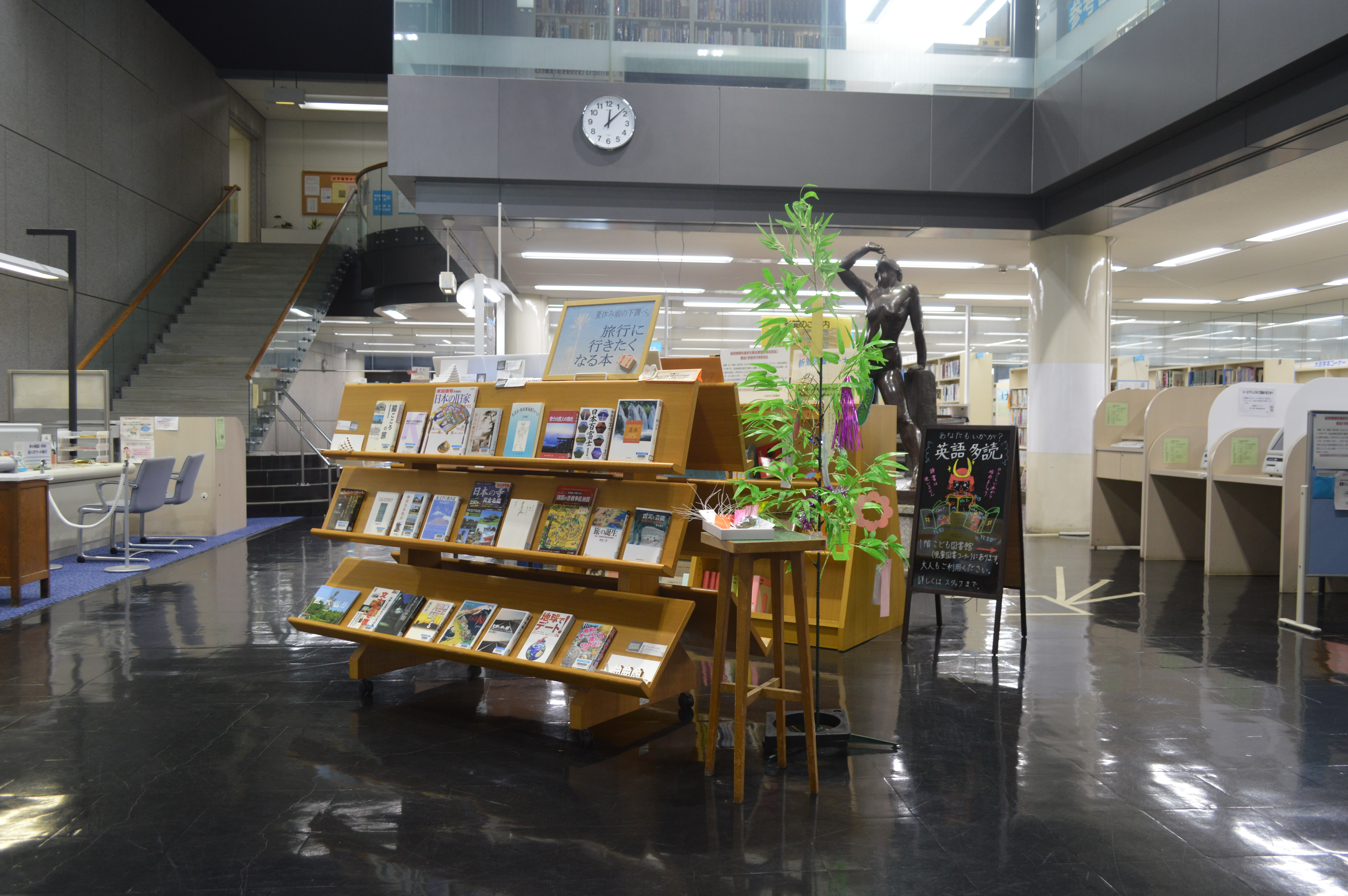
1階の特集展示
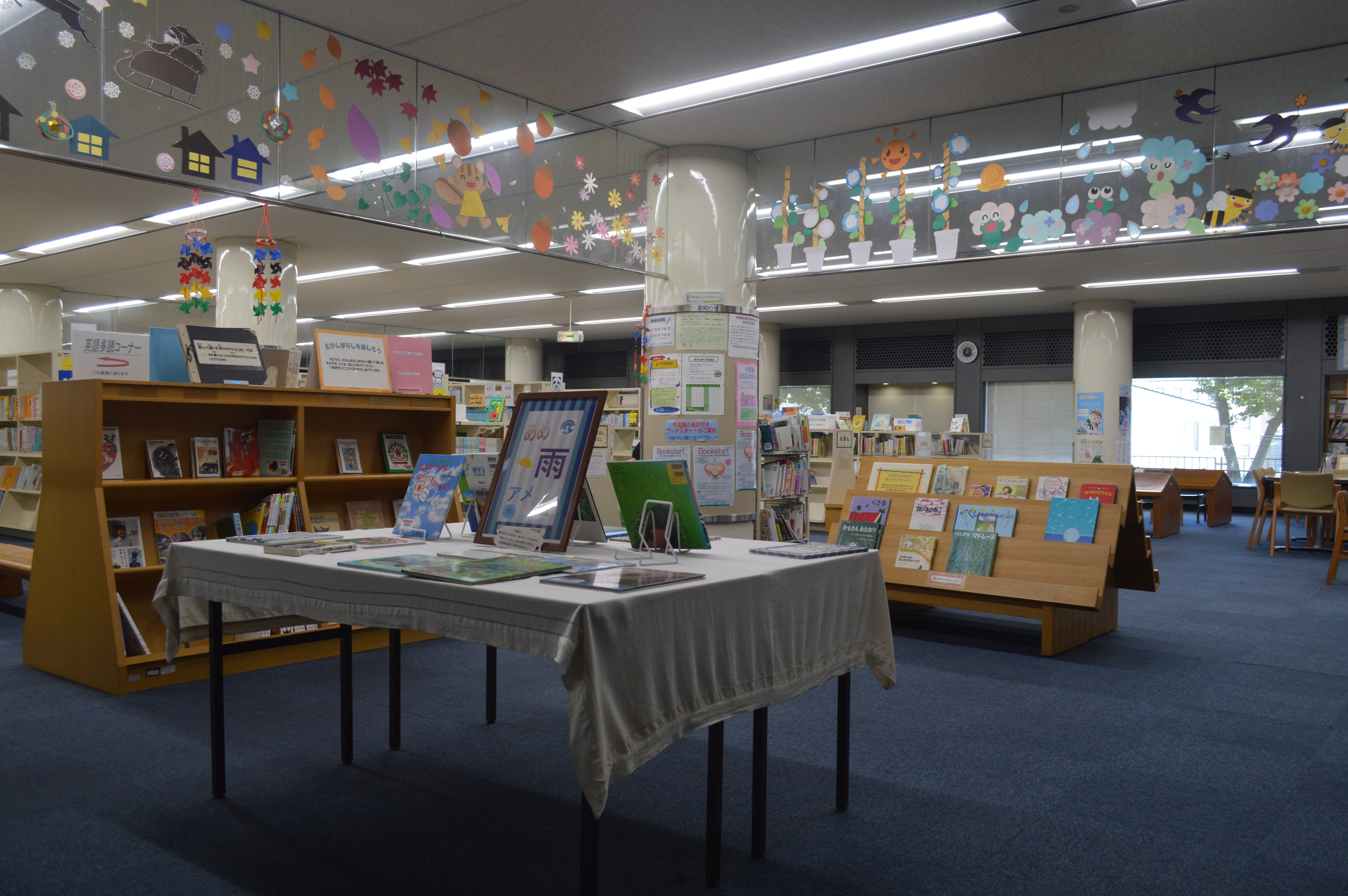
1階の児童書
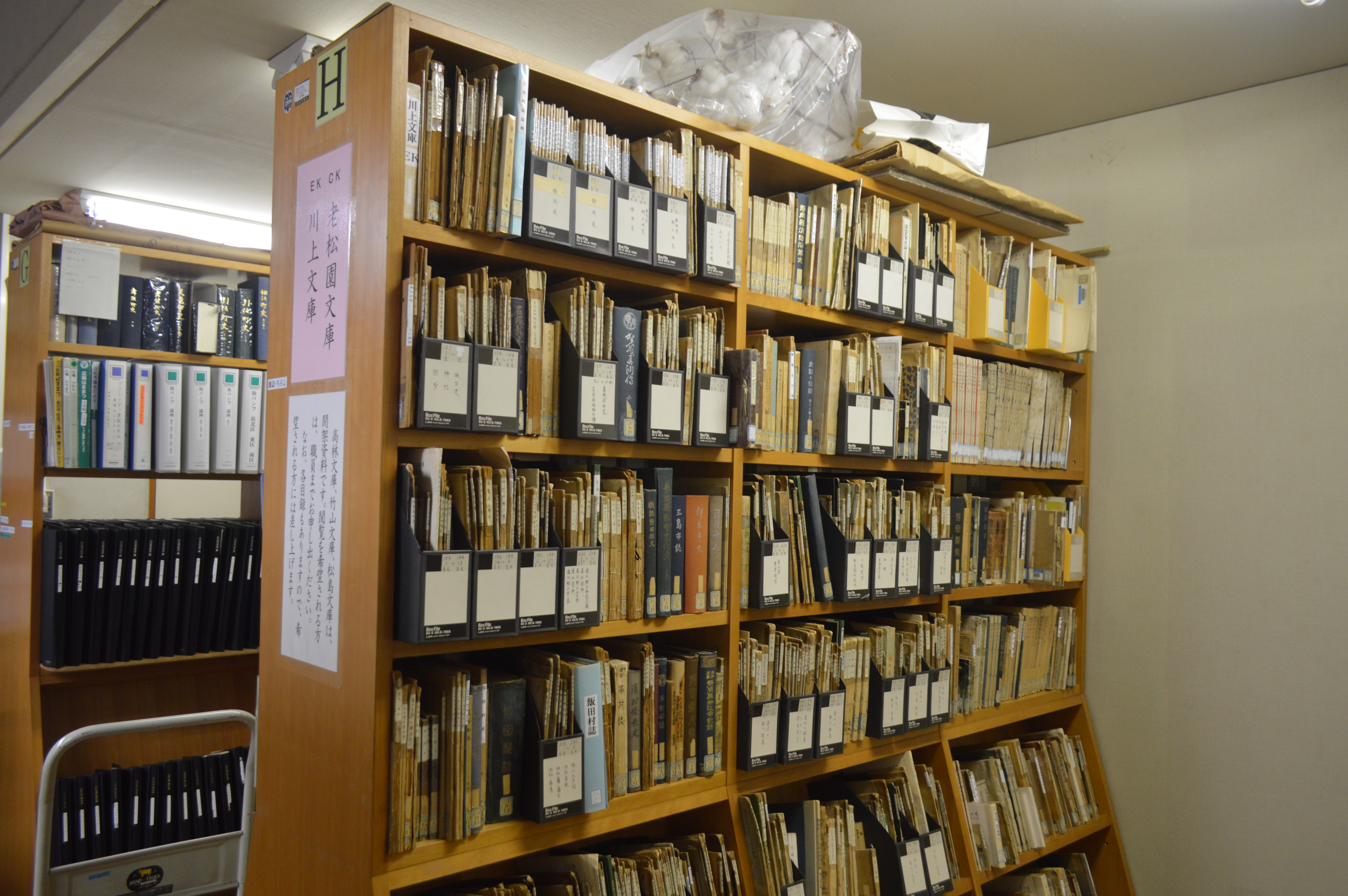
2階の郷土資料室
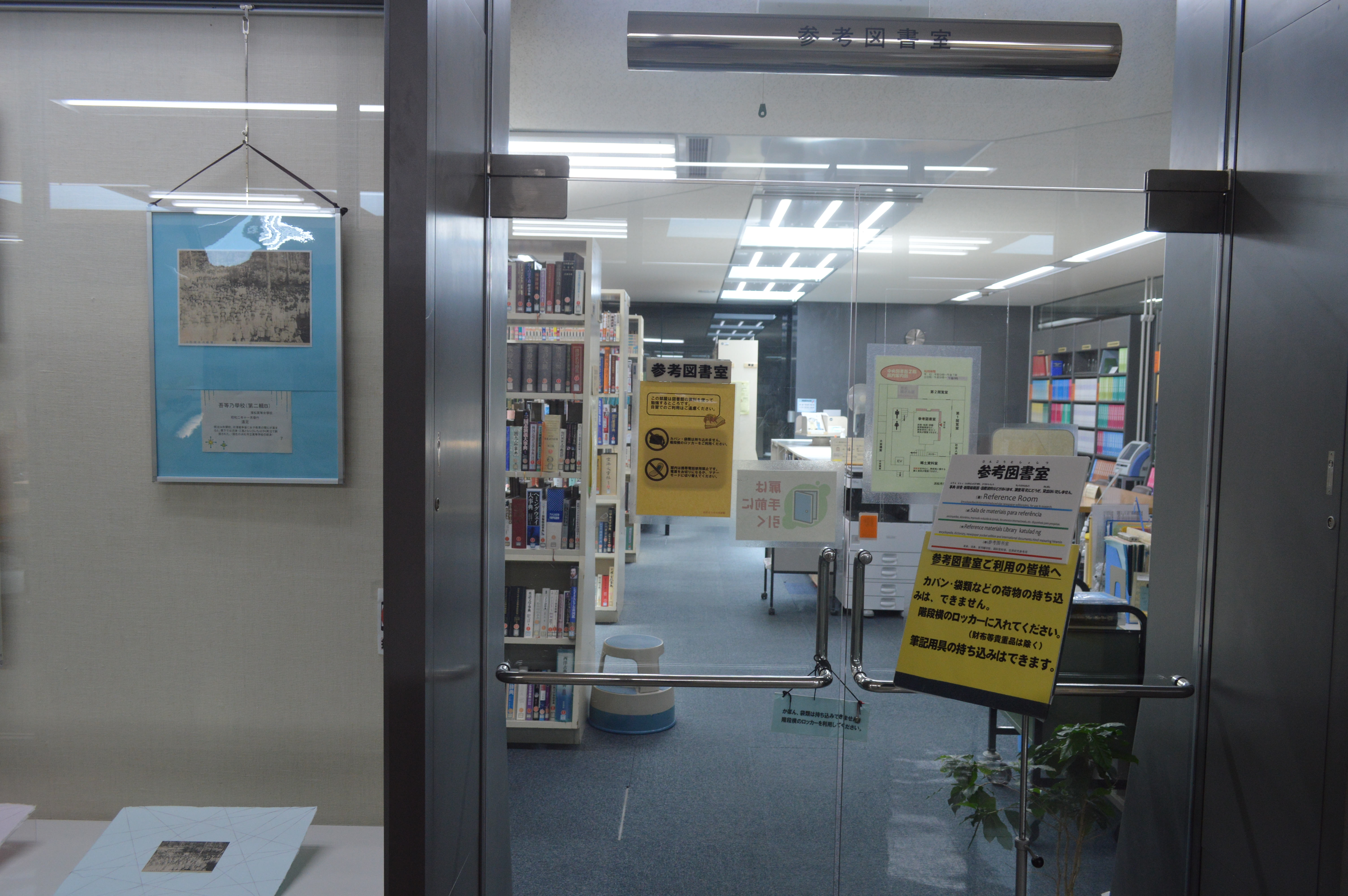
2階の参考図書室
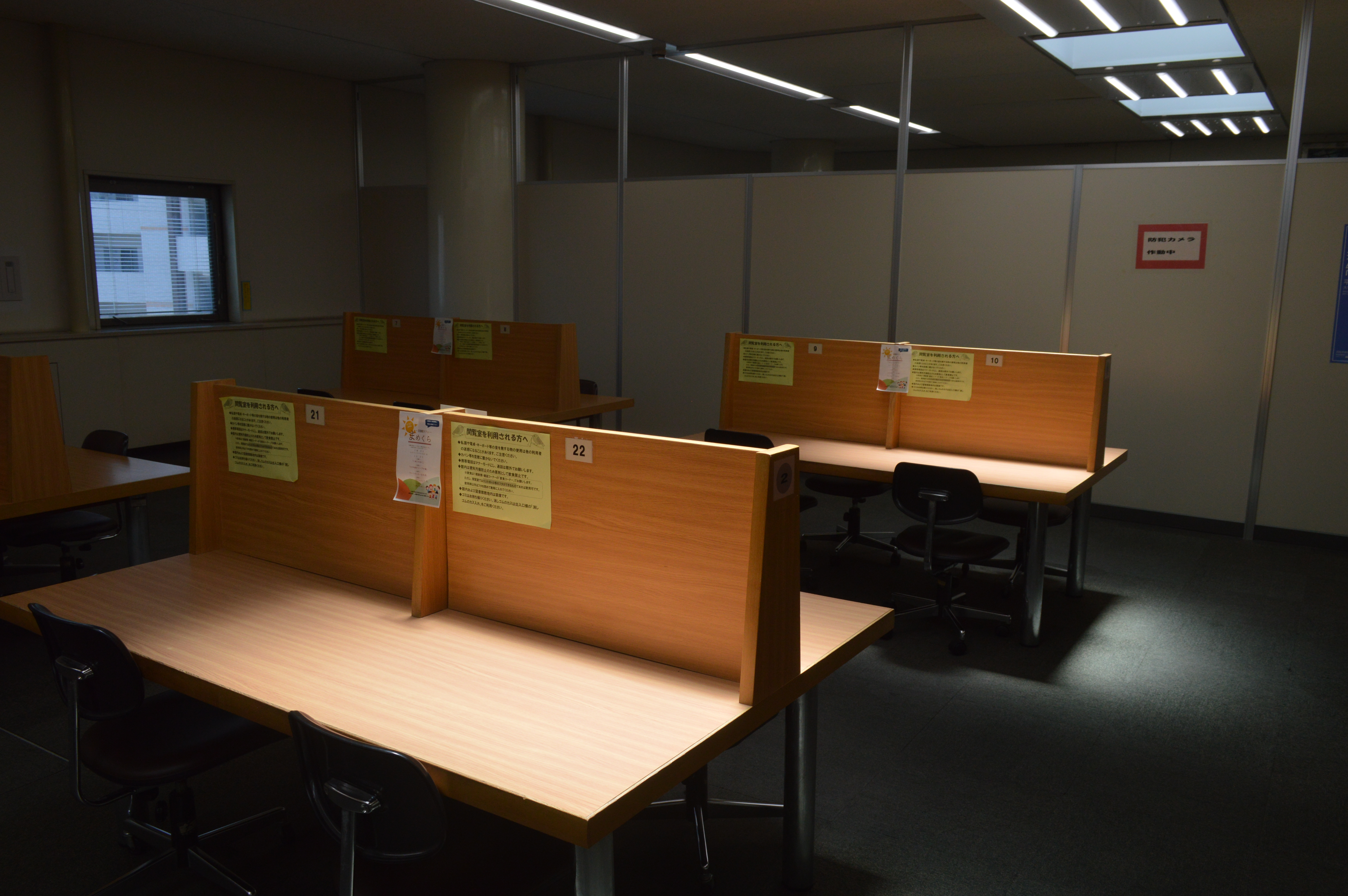
2階の学習室
彫刻作品「フローラ」

## 中央図書館駅前分室
2002年（平成14年）4月にはJR浜松駅前の商業ビルフォルテに中央図書館駅前分室が開室した。予約本の受け取りや返却などができ、会社や学校からの帰宅途中に立ち寄ることができる利便性が好評を博している。2008年（平成20年）にフォルテが閉館すると、駅前分室は暫定的に浜松駅前ビルヂング7階に移転したが、その後2011年（平成23年）11月9日にフォルテ跡地に開業した遠鉄百貨店新館9階に移った。

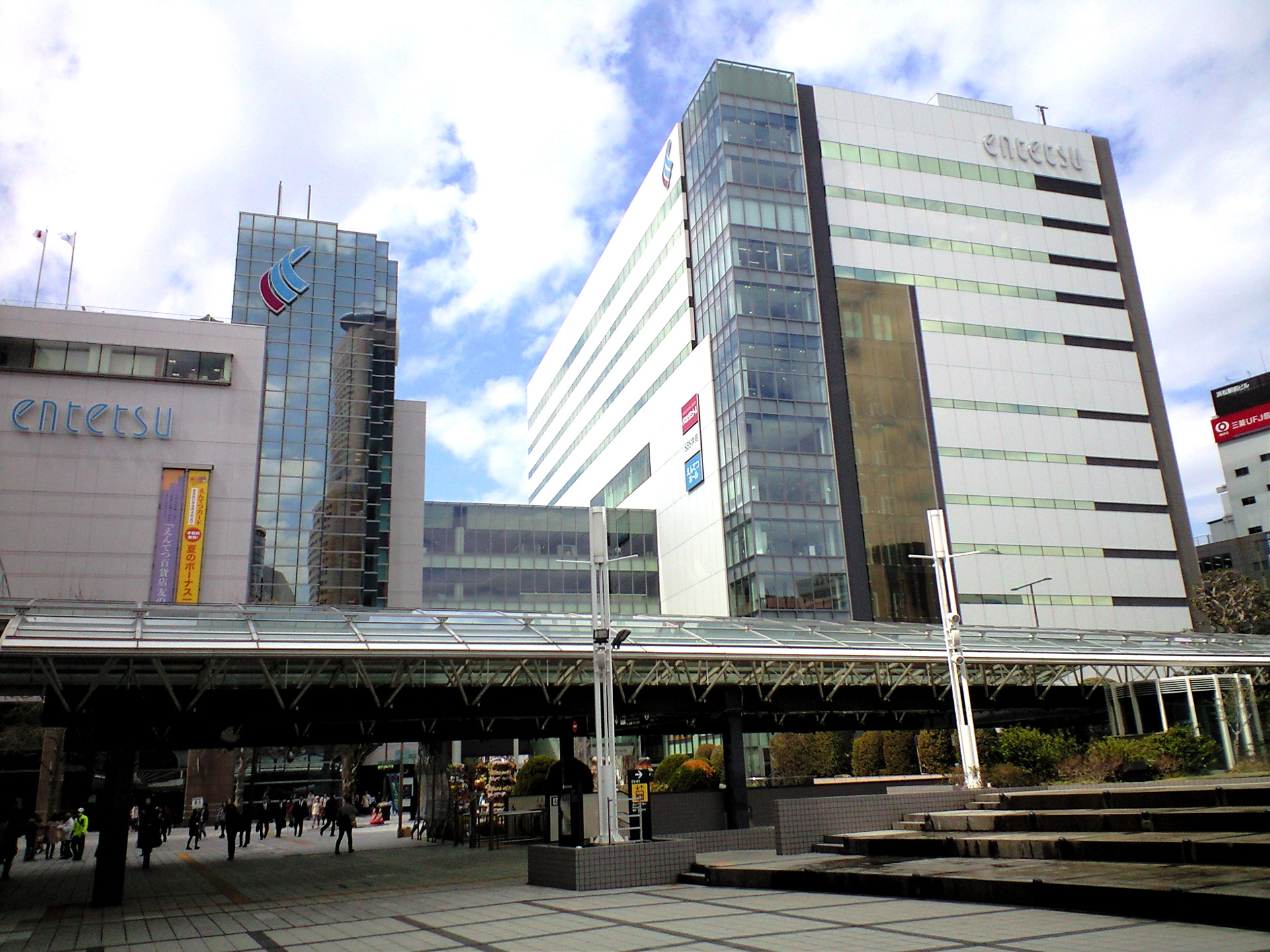
駅前分室が入っている遠鉄百貨店新館
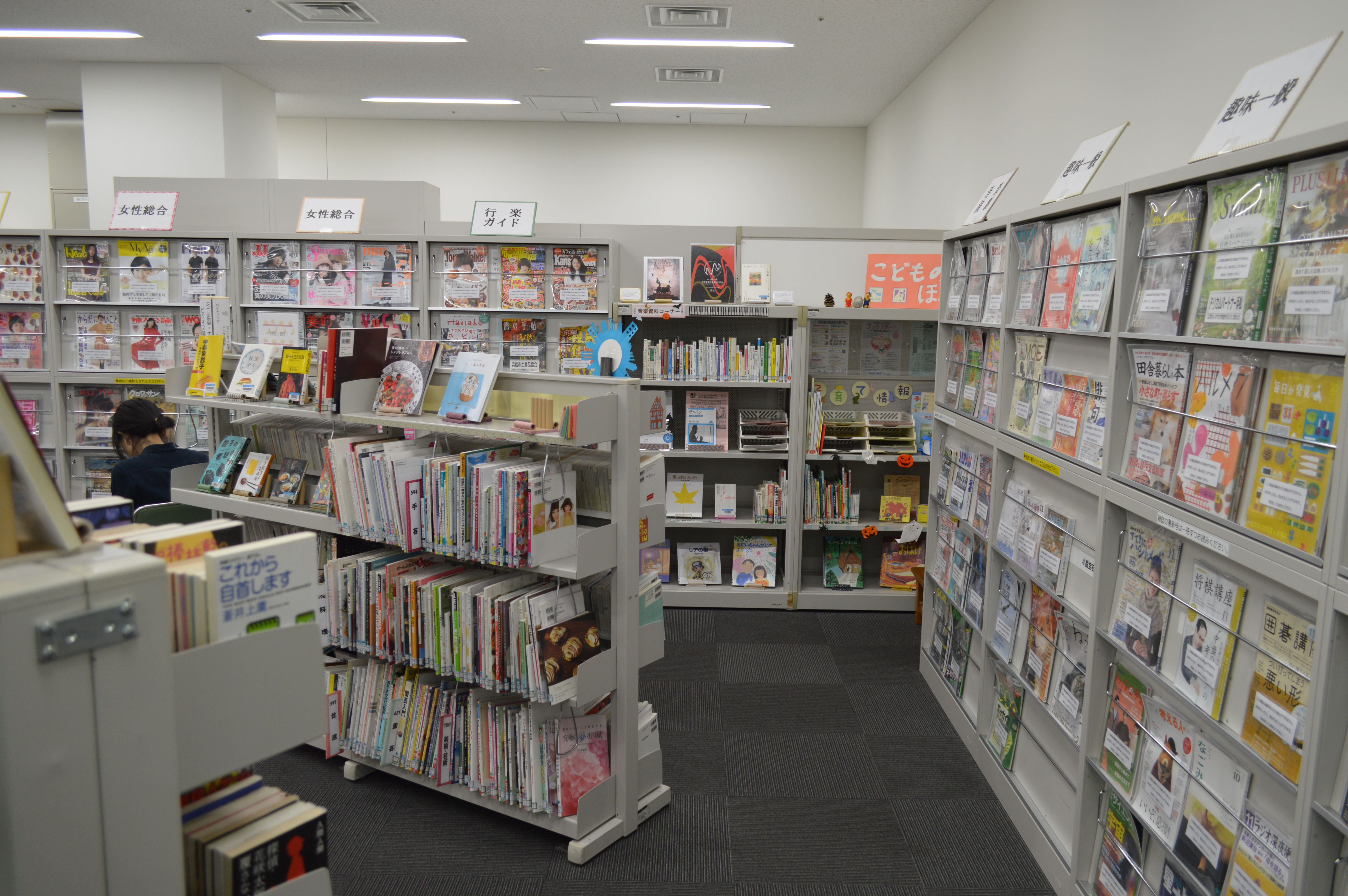
書架の様子
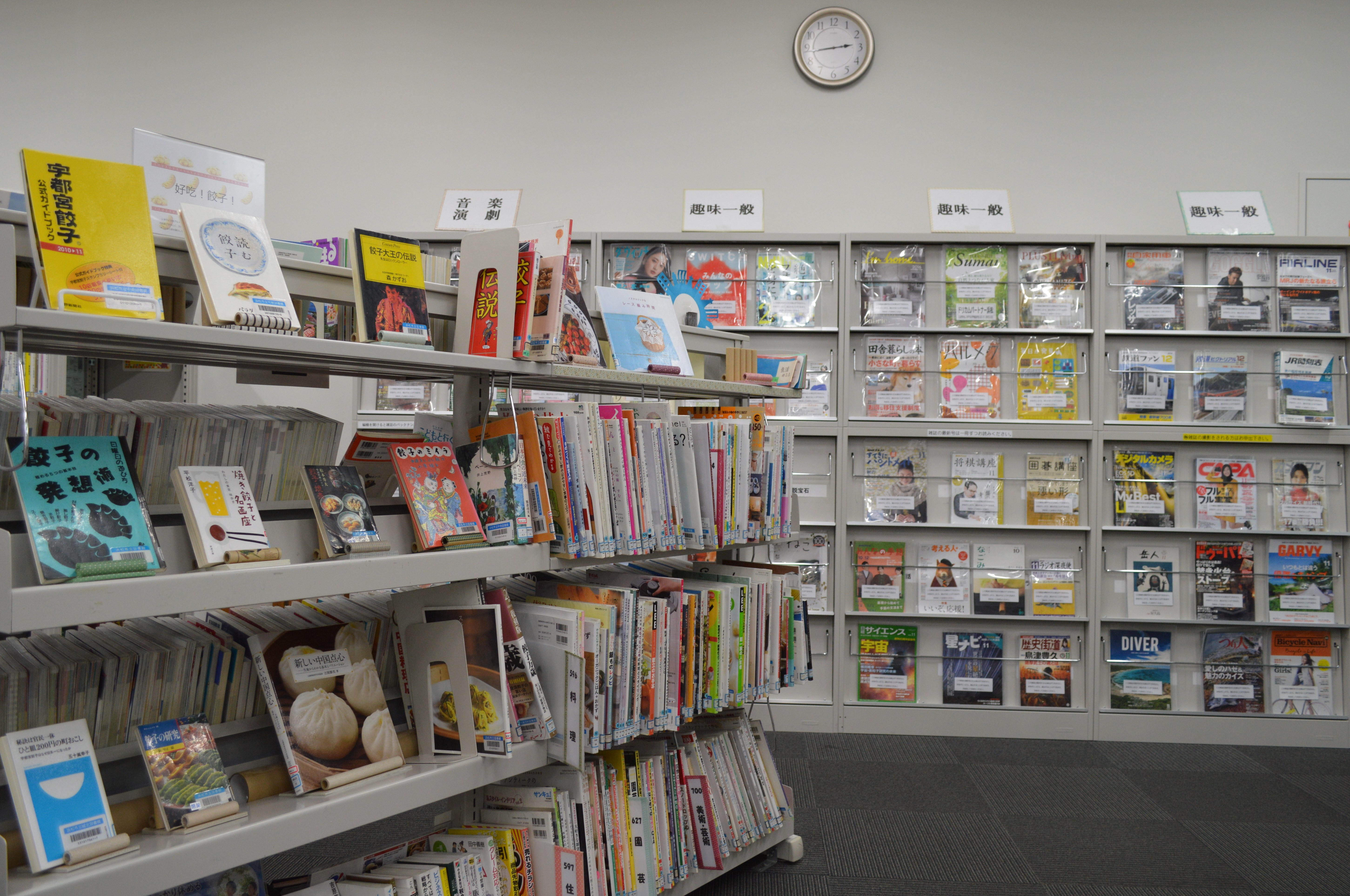
書架の様子
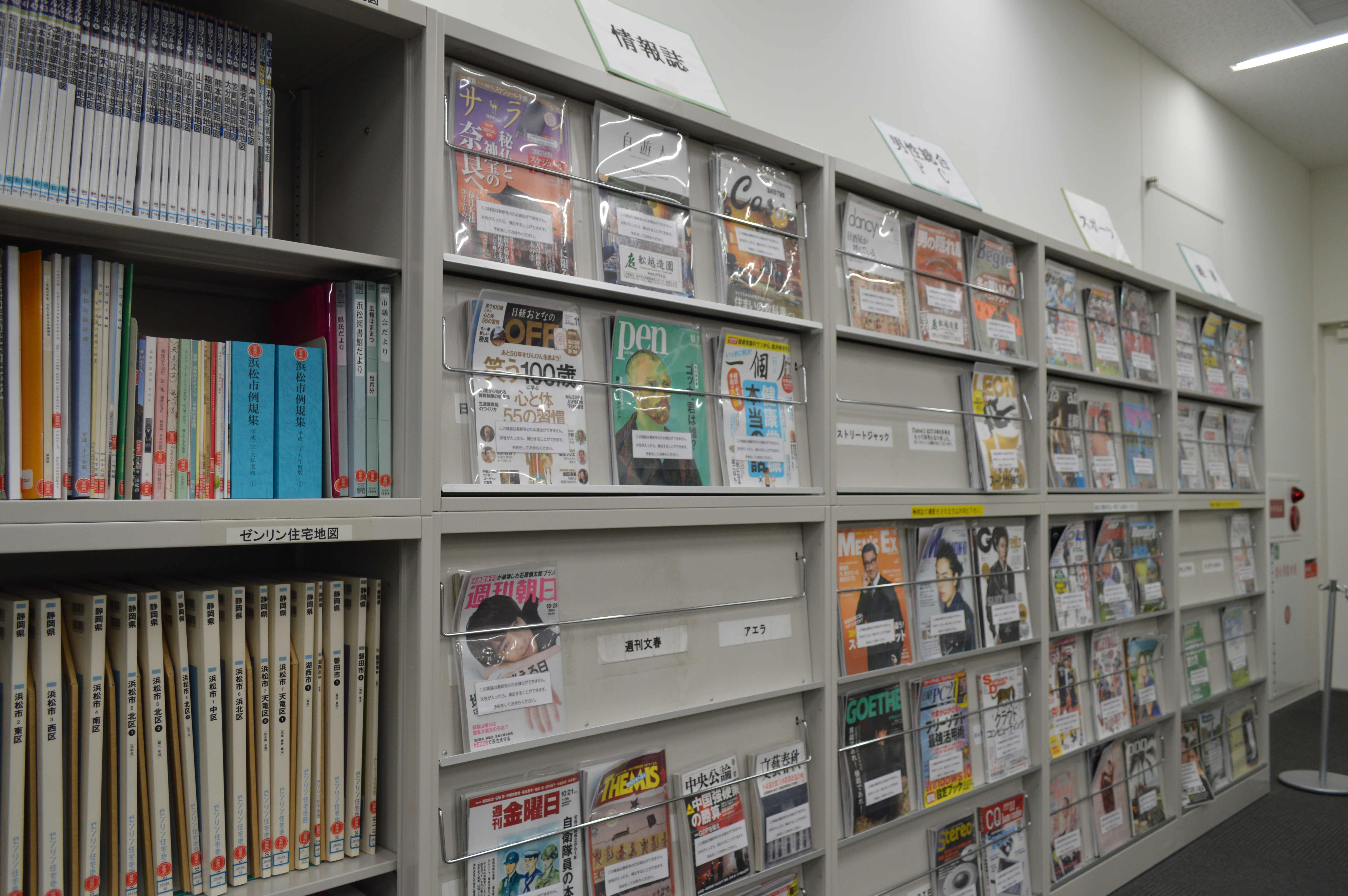
雑誌コーナー
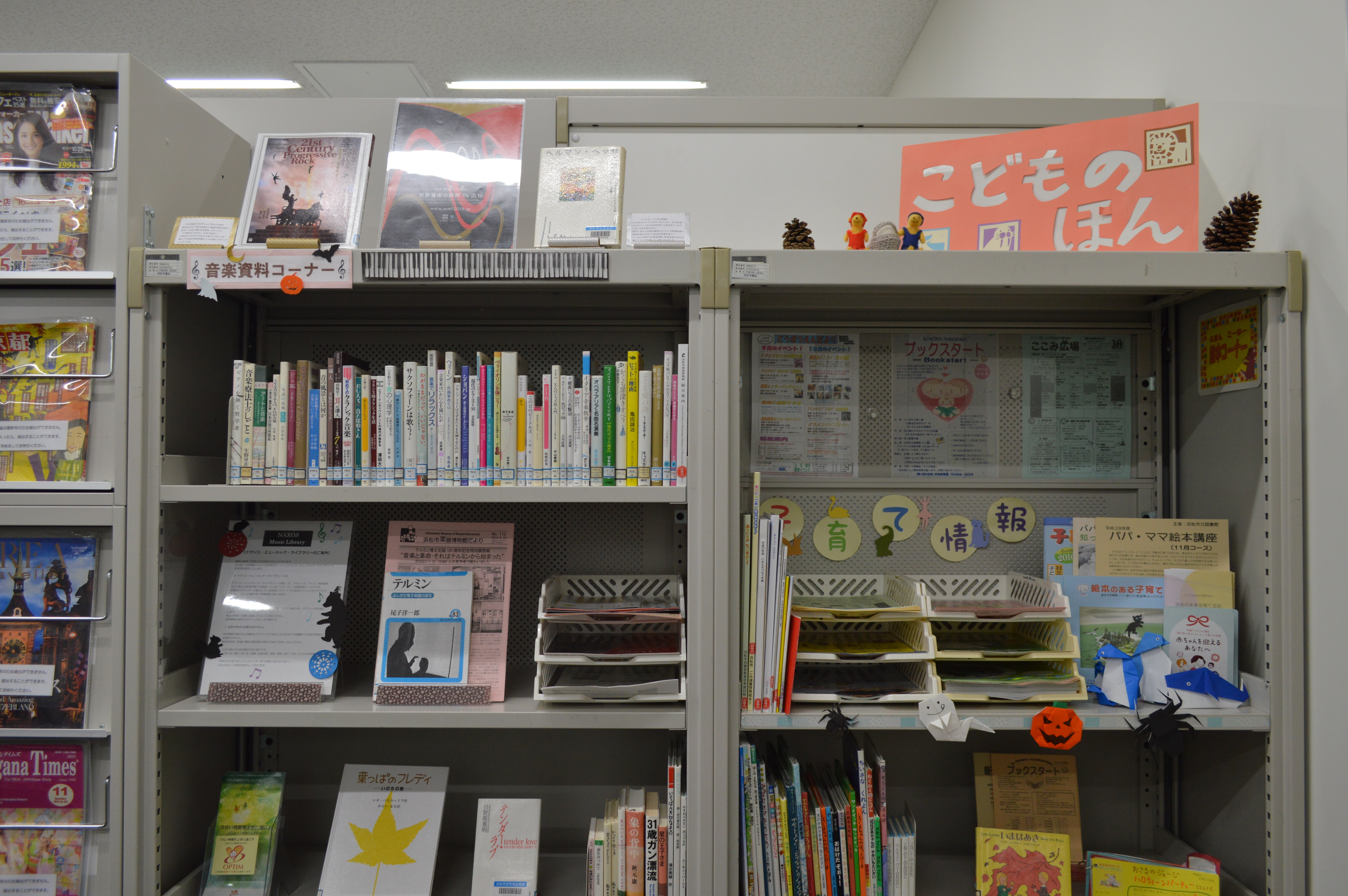
音楽資料コーナー